# Mistrzostwa Świata w Piłce Ręcznej Mężczyzn 2029
Ten artykuł dotyczy przyszłego wydarzenia sportowego. Informacje w nim zawarte zmienią się w przyszłości.
Mistrzostwa Świata w Piłce Ręcznej Mężczyzn 2029 – 31. edycja mistrzostw świata w piłce ręcznej mężczyzn, zorganizowana przez IHF we Francji i Niemczech w styczniu 2029 r., mająca na celu wyłonienie najlepszej męskiej reprezentacji narodowej w piłce ręcznej na świecie. W turnieju - po raz piąty - wezmą udział 32 drużyny.

## Wybór organizatora
W kwietniu 2023 r. IHF ogłosiła terminarz wyłaniania gospodarza tych mistrzostw – kandydatury wraz z potwierdzeniem spełniania warunków formalnych miały być przesyłane do 30 czerwca 2023, zaś ostateczny termin składania oficjalnych aplikacji upływał 30 września 2023. Zaakceptowane listy intencyjne złożyły wspólnie Dania, Islandia i Norwegia oraz Francja wraz z Niemcami. Decyzję o przyznaniu praw do organizacji turnieju Francuzom i Niemcom ogłoszono 16 kwietnia 2024 na posiedzeniu Rady IHF w Créteil. Zadecydowano wówczas o przyznaniu organizacji mistrzostw kandydaturze francusko-niemieckiej
Niemcy (wliczając w to NRD) były już gospodarzem turniejów rangi mistrzowskiej mężczyzn siedmiokrotnie, a kobiet trzykrotnie. Francja natomiast zorganizowała męskie czempionaty w 1970, 2001 i 2017, a żeński w 2007.

## Link zewnętrzny
- Strona internetowa IHF